# Fairfield Shipbuilders

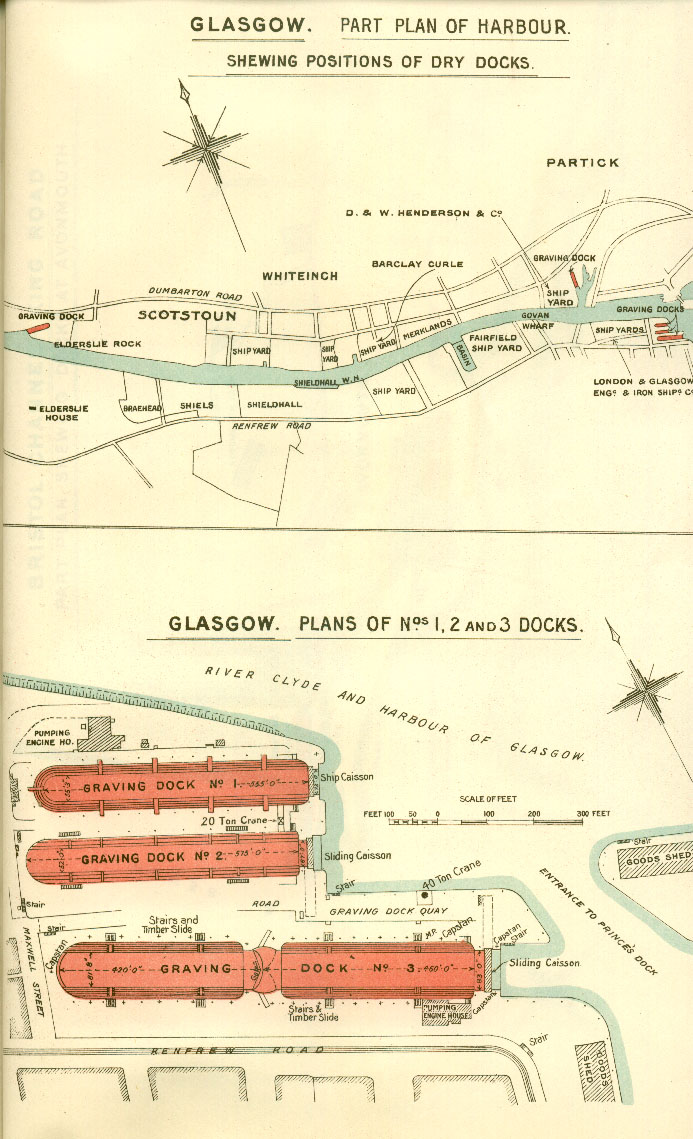
Scotstoun, Lageplan der Werften am Clyde (1909)

Fairfield Shipbuilders, oft als Fairfields abgekürzt, ist eine Werft mit Sitz in Govan, Glasgow, am Fluss Clyde in Schottland. Die Werft wurde vor allem durch den Bau zahlreicher Kriegsschiffe bekannt.

## Geschichte

### Anfangszeit
Gegründet wurde die Werft in Govan 1860 von Charles Randolph und John Elder als Randolph, Elder & Co. Das Vorgängerunternehmen Randolph & Elliot stellte im Tradeston District Maschinen her. Das erste Schiff, die Colon, wurde 1861 noch ohne Baunummer erstellt, das zweite, die MacGregor Laird erhielt die Baunummer 14. Schon 1868 zog man auf ein neues Gelände bei Fairfield Farm und wurde 1870 zu John Elder and Company. John Elder starb am 17. September 1869 mit nur 45 Jahren.
Während der 1870er und 1880er Jahre baute man stetig größere und schnellere Schiffe, überwiegend für den Fernost- und Australien/Asien-Dienst verschiedener Linienreedereien. Ab den 1880er Jahren begann man den Bau von Schiffen, die das Blaue Band errangen, was die Nachfrage von schnellen Schiffen für den Liniendienst weiter steigerte, obwohl diese Schiffe bauartbedingt nicht so wirtschaftlich waren. Auch Yachten, Küstenschiffe und Paketdienstschiffe für den Verkehr über den Ärmelkanal wurden erstellt.

### Umbenennung

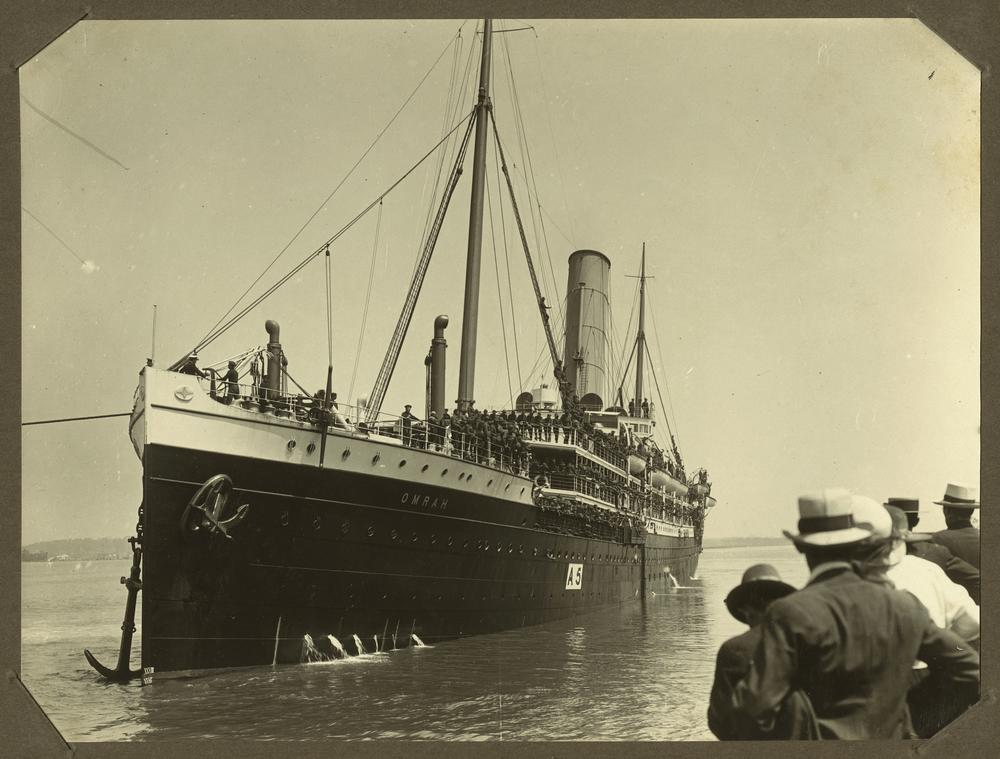
Die Omrah der Orient Steam Navigation Co.

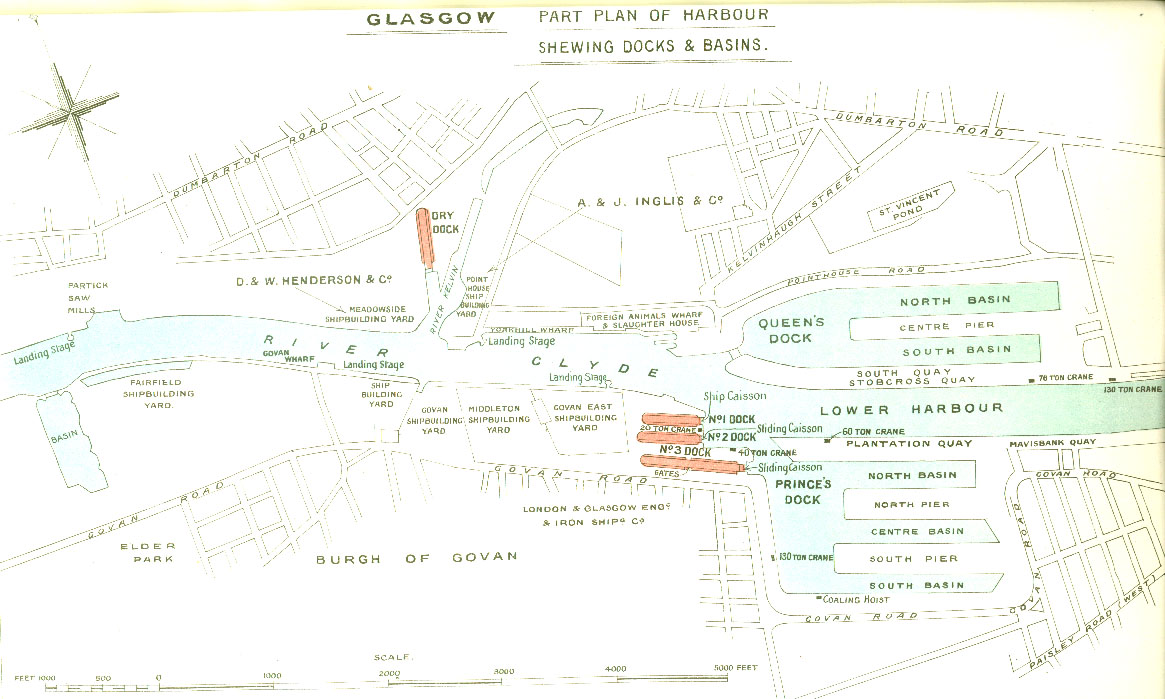
Glasgow, Lageplan der Werften am Clyde (1909)

1885 wurde das Unternehmen unter Sir William Pearce neu organisiert und in Fairfield Shipbuilding & Engineering Company Ltd. umbenannt. 1888 war man der größte Aussteller der „Glasgow Exhibition“.
Erst am 10. Juli 1889 wurde das Unternehmen mit der Übernahme der ursprünglichen Firma Messrs. John Elder and Co. eingetragen.
Im selben Jahr wurden die beiden schnellen Raddampfer Paris und Rouen fertiggestellt. 1894 wurde John Carmichael Geschäftsführer. Der 1858 in Govan geborene Carmichael kam 1873 als Lehrling zu Elder, wurde sieben Jahre später von Pearce zum Chefkonstrukteur ernannt und stieg später in die Firmenleitung auf.
Ab der Jahrhundertwende erhielt die Werft eine große Anzahl von Neubauorders der britischen Admiralität, was das Überstehen der typischen Aufs und Abs dieser Jahre vereinfachte. Die Baulisten für die Royal Navy umfassten Torpedobootzerstörer, Kreuzer und Schlachtschiffe. In dieser Zeit gründete Fairfields Vorstandschef, Sir William G. Pearce, Canadian Pacific Steamships, was eine lange Tradition von Empress-Schiffen der Fairfield-Werft begründete. 1905 schloss man ein Abkommen über eine Zusammenarbeit mit Cammell, Laird & Company und erwarb einen großen Anteil des Waffenproduzenten Coventry Ordnance Works. Als Sir William G. Pearce 1907 starb, übernahm Alexander Gracies dessen Position und trieb die kontinuierliche Modernisierung der Werft voran. 1909 übernahm Alexander Cleghorn dessen Stelle. 1911 entstand der Schlachtkreuzer HMS New Zealand.
1913 lieferte die Werft Schiffe mit einer Tragfähigkeit von insgesamt 33.000 Tonnen und einer Antriebsleistung von 202.000 PS ab. Zu dieser Zeit hatte sie etwa 8.500 Beschäftigte und verfügte über 11 Helgen.

### Erster Weltkrieg
Während des Ersten Weltkriegs baute man 50 Kriegsschiffe, unter anderem 24 Zerstörer, drei Kreuzer, neun Unterseeboote, die Eisenbahnfähre Train Ferry No. 3 und eine Anzahl kleinerer Fahrzeuge.

### 1918 bis 1939
Direkt nach dem Ersten Weltkrieg baute man zunächst wieder Frachtschiffe. 1919 erwarb das seinerzeit weltgrößte Schiffbauunternehmen, Northumberland Shipping Company, einen großen Anteil der Aktien. 1920 fügte man das West-Yard-Gelände zur Werft hinzu. Bis zum Beginn der 1920er Jahre wurden zunächst weiter hochwertige Schiffe für den Liniendienst produziert, bevor der Nachfragemangel der frühen 1920er Jahre das Arbeitsvolumen der Werft stark verringerte. Immerhin wurden noch fünf Frachtschiffe für den Gefrierfleischtransport erstellt. In den 1930er Jahren konnten kaum Aufträge der Admiralität hereingenommen werden, was dazu führte, dass die Werft sich auf Überholung und Instandhaltung verlegte. Das relativ neue West-Yard-Gelände wurde 1930 geschlossen und 1934 abgebrochen. Im folgenden Jahr wurde die Werft von den Lithgow Brothers übernommen und im selben Jahr kamen auch wieder erste Aufträge herein.

### Zweiter Weltkrieg
Fairfield baute vor und während des Zweiten Weltkriegs Schlachtschiffe, Flugzeugträger, Kreuzer, Zerstörer, Tankschiffe, aber auch Sloops und kleinere Fahrzeuge. Auf dem West Yard-Gelände wurden 1944 für die United States Army vier Landungsschiffe gebaut.

### Nachkriegszeit
Die Werft war bis in die 1950er Jahre mit dem Handelsschiffbau beschäftigt, um Kriegsverluste auszugleichen, fertigte aber zunehmend auch größere Tanker und Erz/Öl-Tanker. 1950 lief hier das erste vollständig geschweißte Schiff der Royal Navy, die Delight (D119) vom Stapel. Doch erst in den 1950er Jahren nahm sie auch den Marineschiffbau wieder im größeren Maße auf und stellte wieder Kreuzer, Fregatten, Lenkwaffenkreuzer und einen Kabelleger her. Eine große Neubauorder für eine Serie von zehn Bosporus-Fährschiffen für türkische Rechnung leitete in den 1960er Jahren eine Phase der Modernisierung ein. Im Zuge dieser Umstrukturierung wurde 1963 die Motorenfertigung mit David Rowan & Company zu Fairfield Rowan Ltd zusammengelegt.
Schon 1965 muss das Unternehmen jedoch Insolvenz anmelden. 1966 es daraufhin mit staatlichen Garantien ausgestattet und unter der Führung des Vorsitzenden Ian Stewart, der von Thermotank gekommen war, reorganisiert, wobei der Fairfield Rowan Motorenbau 1966 geschlossen wurde. Neuer Name war Fairfield (Glasgow) Ltd. Der im Zuge der Krise der britischen Schiffbauindustrie erstellte Geddes Report empfahl den Zusammenschluss mit fünf weiteren Werften unter dem Dach einer Holdinggesellschaft. Fairfields in Govan wurde 1968 als Govan Yard mit Yarrow Shipbuilders in Scotstoun, Alexander Stephens & Sons in Linthouse, Charles Connell & Company in Scotstoun und John Brown & Company aus Clydebank zu Upper Clyde Shipbuilders zusammengeschlossen. Zu dieser Zeit wurden hauptsächlich Massengutschiffe produziert.
Schon nach drei Jahren wurde die Schiffbaugruppe insolvent. Von der Tory-Regierung unter der Führung von Edward Heath wurden benötigte Kredite von weiteren sechs Millionen Pfund nicht gewährt, woraufhin es statt der erwarteten Protestaktionen und Streiks zum historischen „Work-in“ kam, einer Art „Protest durch Weiterarbeiten“. Durch die ungewöhnliche Strategie der Gewerkschaften gewann man die Sympathie großer Bevölkerungskreise und schaffte es schließlich im Februar 1972, die Regierung zum teilweisen Einlenken zu bewegen. Yarrows und Fairfields wurden zu Govan Shipbuilders zusammengeschlossen und wieder regulär in Betrieb genommen. 1975 übernahm das Unternehmen die Docks von Barclay Curle & Co. Ltd. in Glasgow.
Am 1. Juli 1977 wurde Govan Shipbuilders in die staatliche British Shipbuilders Corporation eingegliedert. Weiterhin wurden große Massengutschiffe, auch für die Große-Seen-Fahrt, aber auch Containerschiffe und eine große Passagierfähre im Wert von 40 Millionen Pfund für North Sea Ferries gebaut.
Im Jahr 1985 erfolgte der Verkauf an Kværner und die Reprivatisierung unter dem Namen Kværner (Govan). 1999 erfolgte der Verkauf an British Aerospace und es entstand BAE Systems. Aus Marconi Marine (YSL) wurde BAE Systems Marine (YSL). Seit 2008 wird die traditionsreiche Fairfields-Werft nun als Teil der BVT Surface Fleet, einem Joint Venture von BAE Systems und der VT Group (ehemals Vosper Thornycroft), betrieben.

## Auswahl bekannter Schiffe der Werft

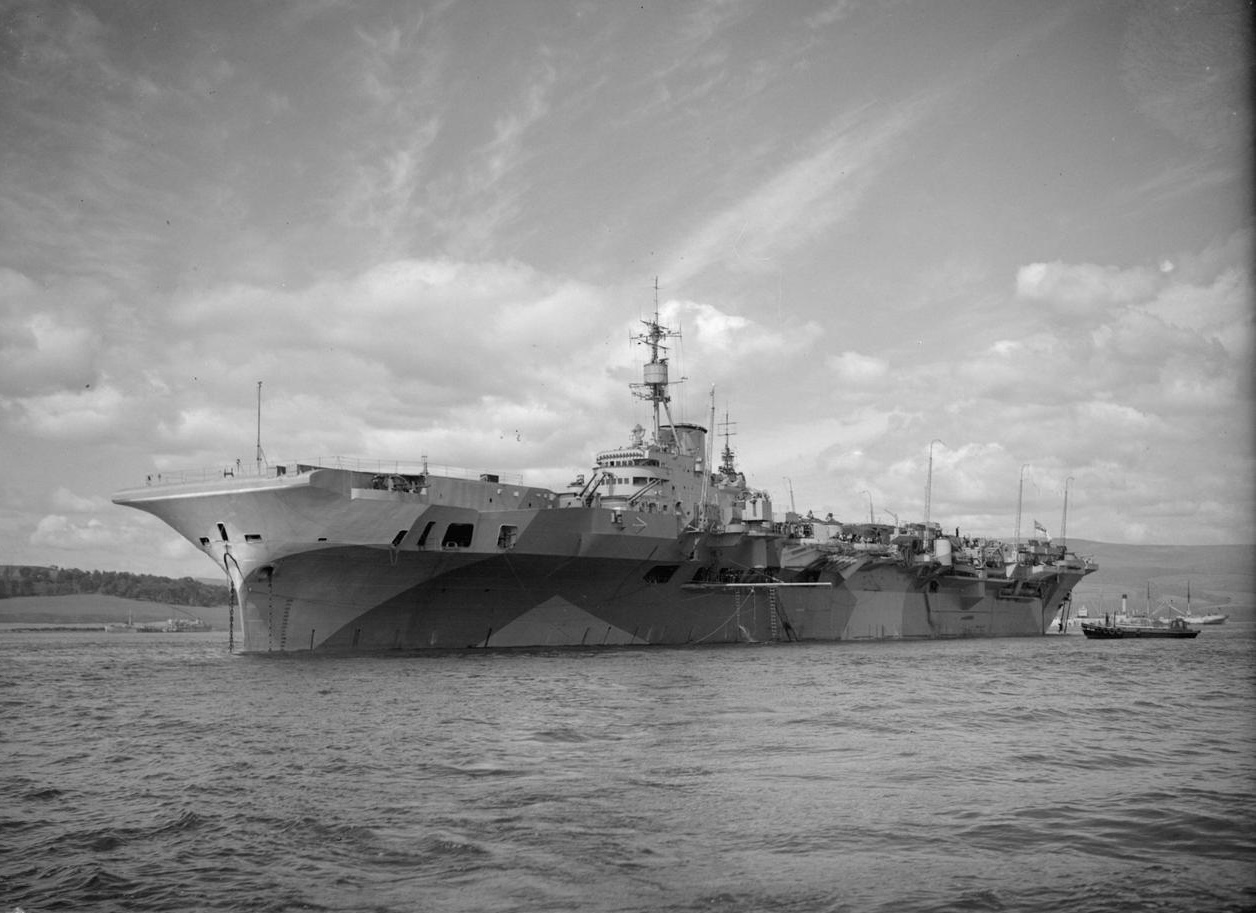
Implacable (R86)

### Flugzeugträger

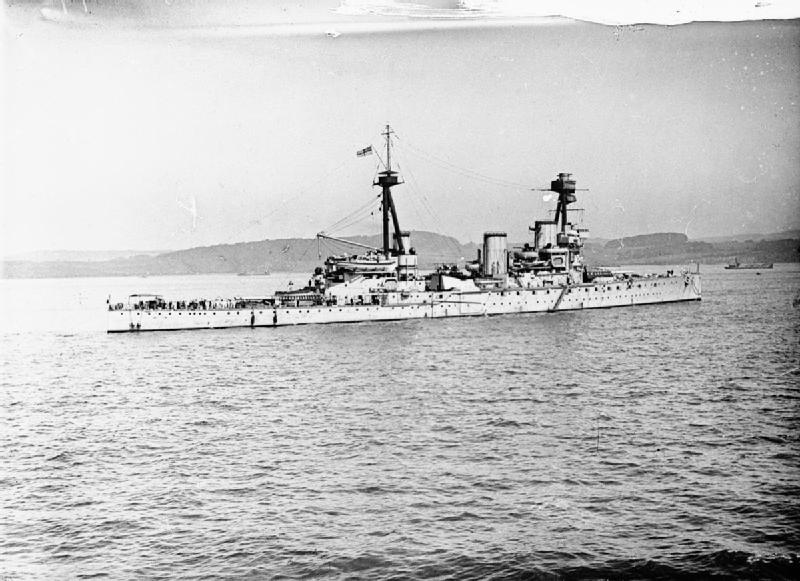
Indomitable

- Implacable (1942)
- Theseus (1944), Colossus-Klasse

### Schlachtschiffe und Schlachtkreuzer

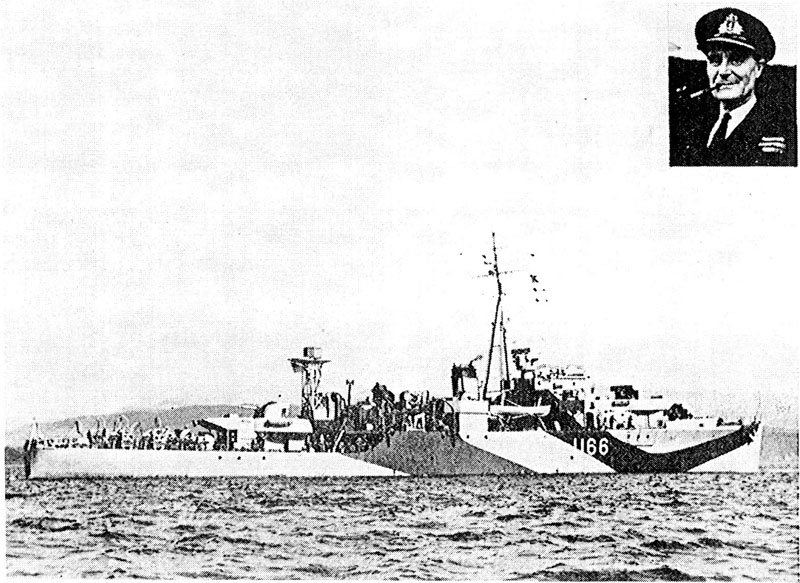
Starling

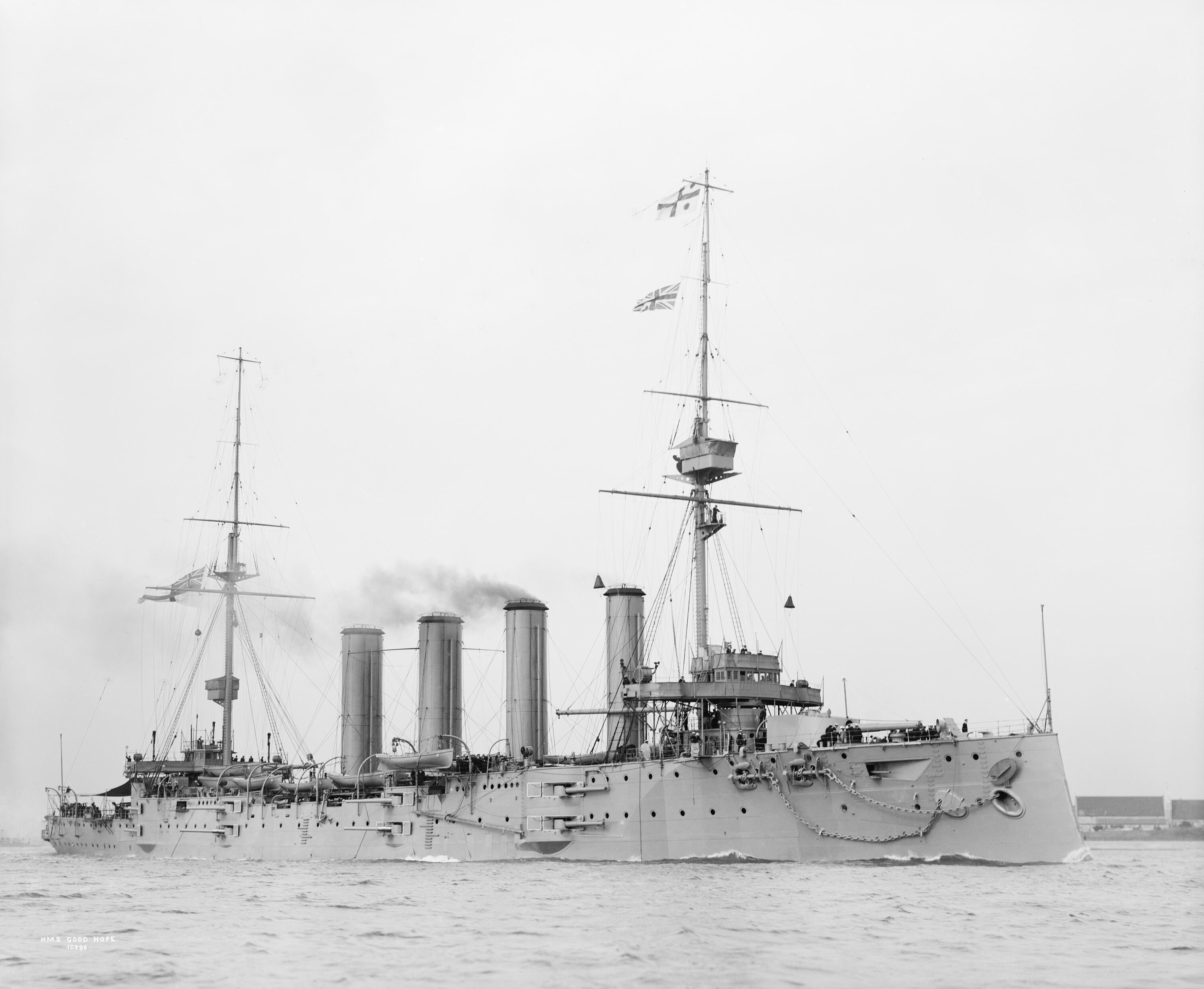
Good Hope

- Commonwealth (1903)
- Indomitable (1907)
- New Zealand (1911)
- Valiant (1914)
- Renown (1916)
- Howe (1940)

### Andere Kriegsschiffe
- Good Hope (1901)
- Glasgow (1909)
- Cardiff (1917), Carlisle (1918), Colombo (1918) (Leichte Kreuzer der C-Klasse)
- Despatch (1919) (Leichter Kreuzer der D-Klasse)
- HMS Melampus (1915), HMS Melpomene (1915) (Zerstörer der Medea-Klasse)
- Vendetta (D69)
- einige Zerstörer der M-, R-, S-, W-Klasse der Royal Navy
- Starling (U66)
- Gurkha (F20)
- Maori
- Dainty
- Garland
- Gipsy
- Delight (1933)
- Delight (1950)
- Cressy-Klasse
- J-, K- und N-Klasse der Royal Navy

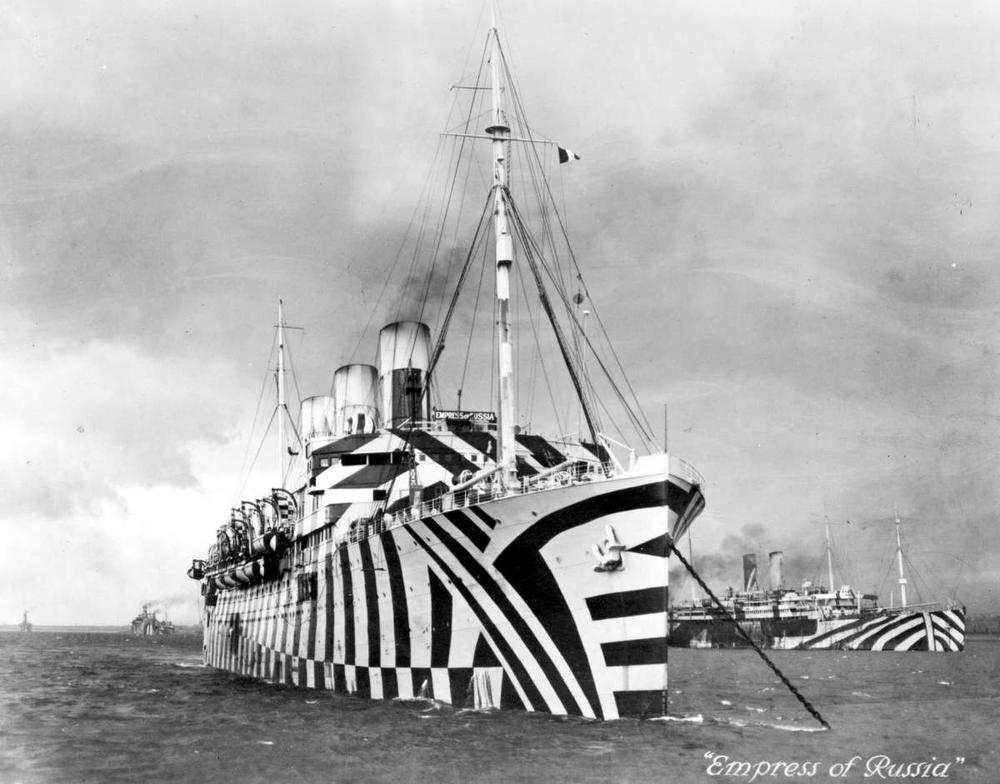
Empress of Russia (1918)

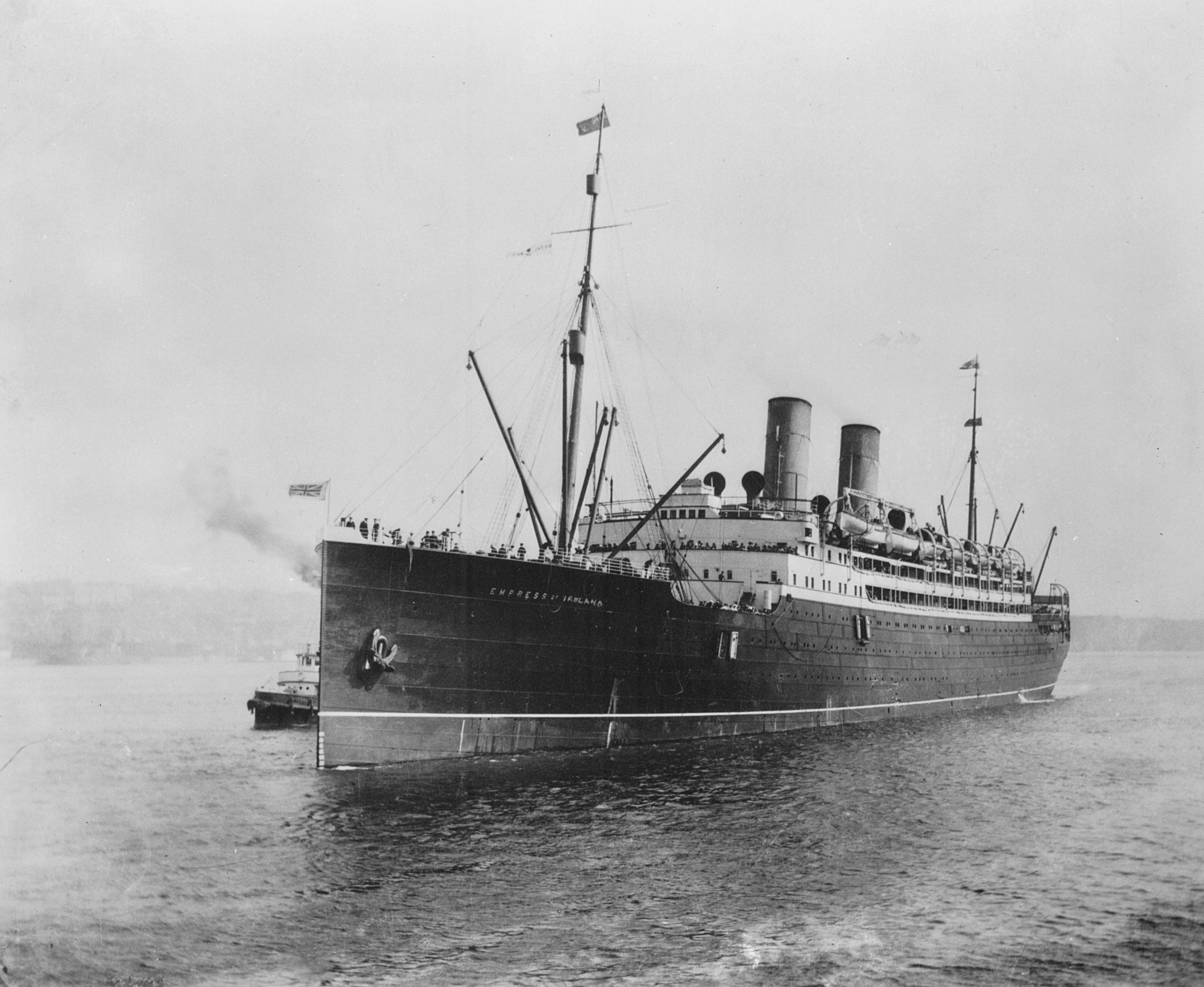
Empress of Ireland

- Audacious-Klasse
- Malta-Klasse
- Danae-Klasse

### Passagierschiffe für Canadian Pacific Steamships
- Empress of Ireland
- Empress of Japan
- Empress of Britain
- Empress of Asia
- Empress of Russia
- Empress of Canada

### Passagierschiffe anderer Linien
- Athenia
- Letitia
- Heraklion
- Campania
- Lucania

### Raddampfer
- Jeanie Deans (1931)